# Musée des traditions bugistes
Le Musée des traditions bugistes est un musée situé à Saint-Rambert-en-Bugey, dans le département de l'Ain, en région Auvergne-Rhône-Alpes.
Le musée est installé dans un ancien bâtiment de la Schappe (industrie de la soie). Il jouxte l'office de tourisme. Il présente la vie des habitants de la vallée de l'Albarine entre 1840 et 1940,.

## Présentation

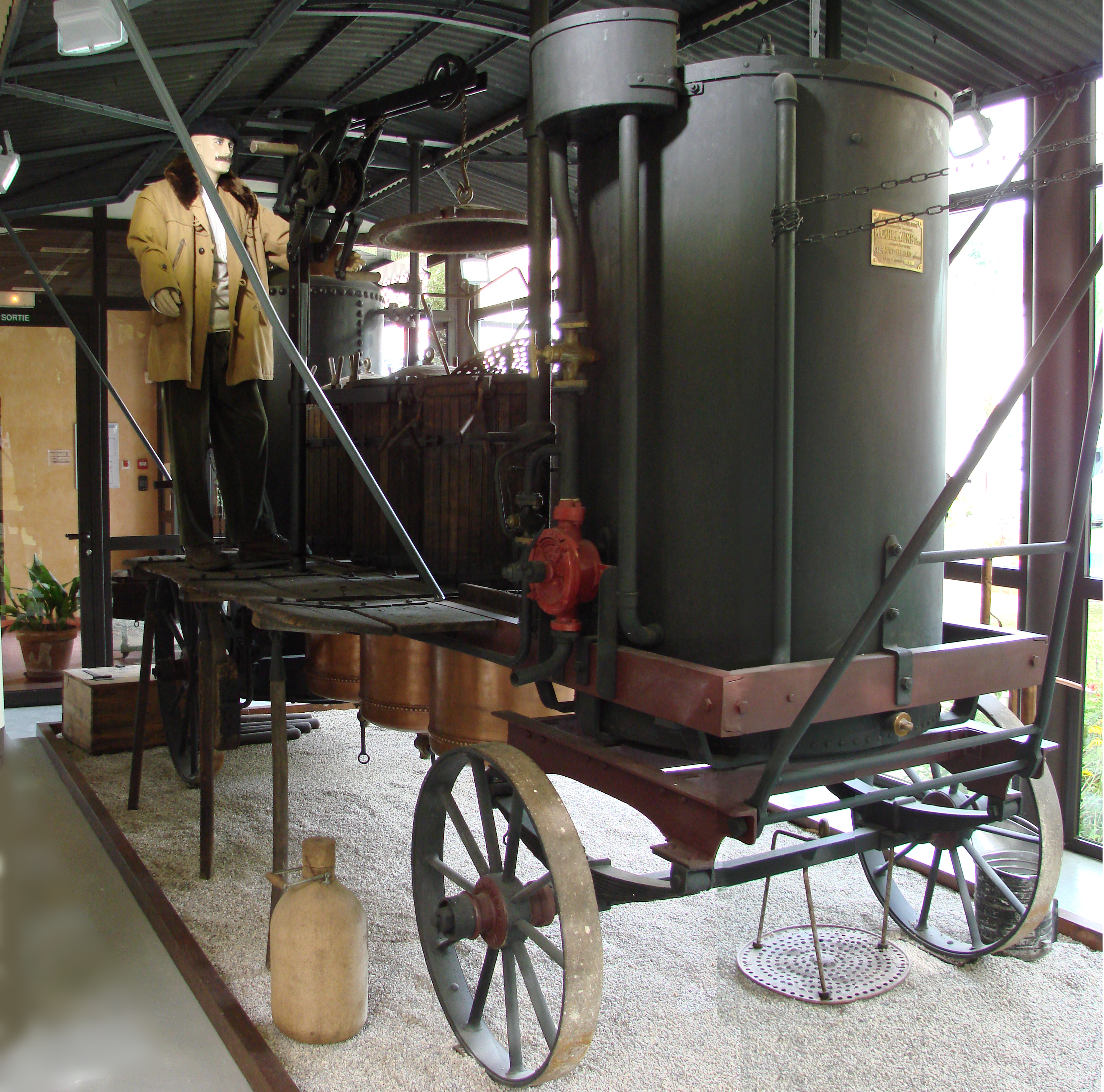
L'alambic

Le Musée des traditions bugistes présente la vie des habitants de la Vallée de l'Albarine entre la fin du  XIXe siècle et le début du XXe siècle. Sont notamment exposés l'alambic ambulant de la commune d’Argis, ayant fonctionné de 1930 à 1982, les reconstitutions d'un intérieur bugiste (cuisine, chambre), d'une ancienne salle de classe, d'une forge, ainsi que divers objets anciens (outils, costumes, affiches...) appartenant au passé du canton de Saint-Rambert-en-Bugey.